# Епархия Гринсберга

Герб епархии Гринсберга

Епархия Гринсберга (лат. Dioecesis Greensburgensis) — епархия Римско-Католической церкви с центром в городе Гринсберг, США. Епархия Гринсберга входит в митрополию Филадельфии. Кафедральным собором епархии Гринсберга является собор Святого Таинства.

## История
10 марта 1951 года Римский папа Пий XII издал буллу "Ex supremi apostolatus", которой учредил епархию Гринсберга, выделив её из епархии Питтсбурга.

## Ординарии епархии
- епископ Hugh Louis Lamb (28.05.1951 — 8.12.1959);
- епископ William Graham Connare (23.02.2960 — 20.01.1987);
- епископ Anthony Gerard Bosco (2.04.1987 — 2.01.2004);
- епископ Lawrence Eugene Brandt (2.01.2004 — по настоящее время).

## Источник
- Annuario Pontificio, Libreria Editrice Vaticana, Città del Vaticano, 2003, ISBN 88-209-7422-3
- Булла Ex supremi apostolatus, AAS 43 (1951), стр. 535  (лат.)